# Rutland-Melton International Cicle Classic
De Rutland-Melton International Cicle Classic is een wielerwedstrijd die jaarlijks wordt verreden in de East Midlands in het Verenigd Koninkrijk. Tussen 2008 en 2010 stond de koers bekend als de East Midlands International Cicle Classic.
Sinds 2008 maakt de wedstrijd onderdeel uit van de UCI Europe Tour, met een classificatie van 1.2.